# Бокруассан
Бокруассан (фр. Beaucroissant) — коммуна во Франции, находится в регионе Рона — Альпы. Департамент коммуны — Изер. Входит в состав кантона Тюллен. Округ коммуны — Гренобль.
Код INSEE коммуны — 38030. Население коммуны на 2012 год составляло 1522 человека. Населённый пункт находится на высоте от 332 до 753 метров над уровнем моря. Муниципалитет расположен на расстоянии около 460 км юго-восточнее Парижа, 70 км юго-восточнее Лиона, 27 км северо-западнее Гренобля. Мэр коммуны — Georges Civet, мандат действует на протяжении 2014—2020 годов.
Динамика населения (INSEE):